# まじめ警部補とかたやぶり刑事
『まじめ警部補とかたやぶり刑事』（まじめけいぶほとかたやぶりけいじ）は、1997年から2000年までテレビ朝日系「土曜ワイド劇場」で放送された刑事ドラマシリーズ。全3回。主演は中村梅雀。

## 登場人物

### 港中央警察署
立花勇一郎
演 - 中村梅雀
日本舞踊の家元の跡継ぎでありながら刑事になる。階級は警部補。宮崎景子は元妻。愛犬・バディと気ままに暮らしている。
柊駿策
演 - 近藤正臣（第1作・第2作）
勇一郎の先輩刑事。妻とは離婚している。時折立花の家に押しかけてくる。
寝占清
演 - 草刈正雄（第3作）
新たに配属された刑事。
岡村桃子
演 - 笹峰愛（第3作）
刑事。
原田達也
演 - 羽場裕一
勇一郎の部下の刑事。
島野
演 - 鶴田忍
課長。

### その他
柊美佐子
演 - 久我陽子（第1作）、高樹まりあ（第2作）
駿策の娘。警視庁鑑識課警察犬係。
立花勇太郎
演 - 若林豪（第1作・第3作）
勇一郎の父。日本舞踊「立花流」の宗家。

### ゲスト
第1作「エステ美女連続殺人事件!」（1997年）
- 小見山夏子（エステ「ファランドール」広報担当） - 原日出子
- 岩井道雄（エステ「ファランドール」社長） - 加納竜
- 南ひかる（エステ「ファランドール」インストラクター） - あめくみちこ
- 水沢ユキ（エステ「ファランドール」コンダクター） - 星遙子
- 江田由加里（エステ「ファランドール」チーフコンダクター） - 康本美紀
- 杉山めぐみ（小料理屋の女将・勇太郎の直弟子） - 姿晴香
- 沢木良男（エステ「ファランドール」前社長・3年前事故死） - 中原丈雄

第2作「ランジェリーモデル殺人事件!」（1997年）
- 尾崎美奈（下着メーカー「アストリード」社長・久男の姉） - 根本りつ子
- 宮崎景子（カメラマン・勇一郎の元妻） - 白島靖代
- 水野由紀子（下着メーカー「アストリード」チーフデザイナー） - 久野真紀子
- 早川アキ（デザイナー） - 中島宏海
- 尾崎久雄（下着メーカー「アストリード」専務・千鶴の恋人） - 山下規介
- 小林千鶴（下着メーカー「アストリード」のモデル） - 桜樹ルイ
- 水野千代（由紀子の母方の祖母） - 深町稜子
- 田口（岩手県警 警部） - 松浦豊和
- 滝沢道子（下着メーカー「アストリード」経理担当） - 筒井真理子

第3作「スーパーエステの死美人」（2000年）
- 水野美雪（エステサロン「ティブロン」プランナー） - 石野真子
- 歌川京子（エステサロン「ティブロン」社長） - 中島ゆたか
- 九条絵威子（エステサロン「ティブロン」チーフプランナー） - 愛川裕子
- 歌川かおる（エステサロン「ティブロン」エステシャン・京子の妹） - 土屋久美子
- 高村洋子（エステサロン「ティブロン」プランナー） - 中野若葉
- マナミ（勇太郎の弟子） - 松本明代
- 丘万理子（エステサロン「ティブロン」エステシャン） - 茉莉ちやこ
- 小森悠子（4年前転落死） - 村野友美
- 女中 - 黒河内雅子
- 岸田達也（エステサロン「ティブロン」会長） - 中島久之
- 太田垣（三重県警 警部） - 岡本信人
- 江口俊彦（エステサロン「ティブロン」事務） - 宮崎達也

## スタッフ
- 脚本 - 掛札昌裕
- 監督 - 井上芳夫、合月勇
- プロデューサー - 白崎英介、野木小四郎（大映テレビ）、千原博司（大映テレビ）、一杉丈夫（テレビ朝日 / 第1作）、島袋憲一郎（テレビ朝日 / 第2作・第3作）
- 制作 - テレビ朝日、大映テレビ

## 放送日程
| 話数 | 放送日         | サブタイトル                                                                 | 脚本     | 監督     |
| ---- | -------------- | ---------------------------------------------------------------------------- | -------- | -------- |
| 1    | 1997年02月01日 | エステ美女連続殺人事件! 愛犬が暴く完全犯罪                                   | 掛札昌裕 | 井上芳夫 |
| 2    | 10月25日       | ランジェリーモデル殺人事件! バラの花は死の香り 愛犬が暴く完全犯罪            | 掛札昌裕 | 井上芳夫 |
| 3    | 2000年08月12日 | スーパーエステの死美人 弔電は殺人予告状! 冷凍死体はなぜ桜花を握っているのか… | 掛札昌裕 | 合月勇   |

第1作：2023年1月28日、第2作：2023年1月29日 BS松竹東急にて、15:00 - 17:00に再放送された。